# Улица Саксаганского (Киев)
У́лица Саксага́нского (укр. ву́лиця Саксага́нського) — улица в Печерском, Голосеевском и Шевченковском районах Киева, местности Евбаз, Паньковщина, Новое Строение. Пролегает от Эспланадной улицы до Галицкой площади.
Примыкают улицы Шота Руставели, Большая Васильковская, Антоновича, Владимирская, Тарасовская, Паньковская, Павла Скоропадского и Симона Петлюры.

## Названия в разное время
- Большая Жандармская и Малая Жандармская (1830-е — 1881).
- Жандармская (1881—1888).
- Мариинско-Благовещенская (1888—1919).
- Пятакова (1919—1937), в честь революционера-большевика Леонида Пятакова (1888—1918).

Современное название улица получила в 1937 году, в честь актёра и режиссёра Панаса Саксаганского (1859—1940).

## История
В 1830-х годах, в связи со строительством Новой Печерской крепости, вследствие чего фактически был снесён Печерск и отселены его жители в другие части города, началось освоение местности южнее Золотых ворот. Тогда же началась застройка пространства между бывшими валами древнерусских времён и реки Лыбедь на юге и юго-западе. Были проложены десятки новых улиц, а в целом местность приобрела название Новое Строение (Новая Застройка).
Тогда же от эспланады крепости в сторону Брест-Литовского шоссе были проложены 2 новых улицы — Большая Жандармская (до Тарасовской улицы) и Малая Жандармская (от Паньковской улицы до района будущей Галицкой площади). Пространство между Паньковской и Тарасовской было занято частными усадьбами, через которые в 1881 году был прорезан путь и две самостоятельные улицы были объединены в одну — Жандармскую.
Со временем, после появления на улице Мариинского общества и строительства церкви Благовещения, улица была названа Мариинско-Благовещенской. Мариинское общество сестёр милосердия было организовано в 1878 году, после окончания русско-турецкой войны. Общество занималось предоставлением медицинской помощи раненым военным; киевляне охотно жертвовали деньги на такое дело, а филантроп Никола Терещенко передал 10 тысяч рублей на приобретение земельного участка на современной улице Саксаганского. В 1913 году там было возведено здание Мариинского общества Красного Креста (сейчас — № 75). Здание построено архитектором Валерианом Рыковым, в стиле венецианского ренессанса, фасад украшен рельефами на тему ухода за ранеными и скульптурами мастера Фёдора Балавенского, символизирующими Любовь, Милосердие, Жизнь и Медицину.
Вторая часть в названии улицы происходит от Благовещенской церкви, построенной в 1887 году архитектором Владимиром Николаевым и снесённой в 1935 году. От церкви осталось только здание церковно-приходской школы (№ 64).
В то же время (1880-е — 1900-е годы) улица упорядочивается, по ней прокладывается трамвайная линия (1897), строятся добротные многоэтажные дома, которые до сих пор определяют лицо улицы.

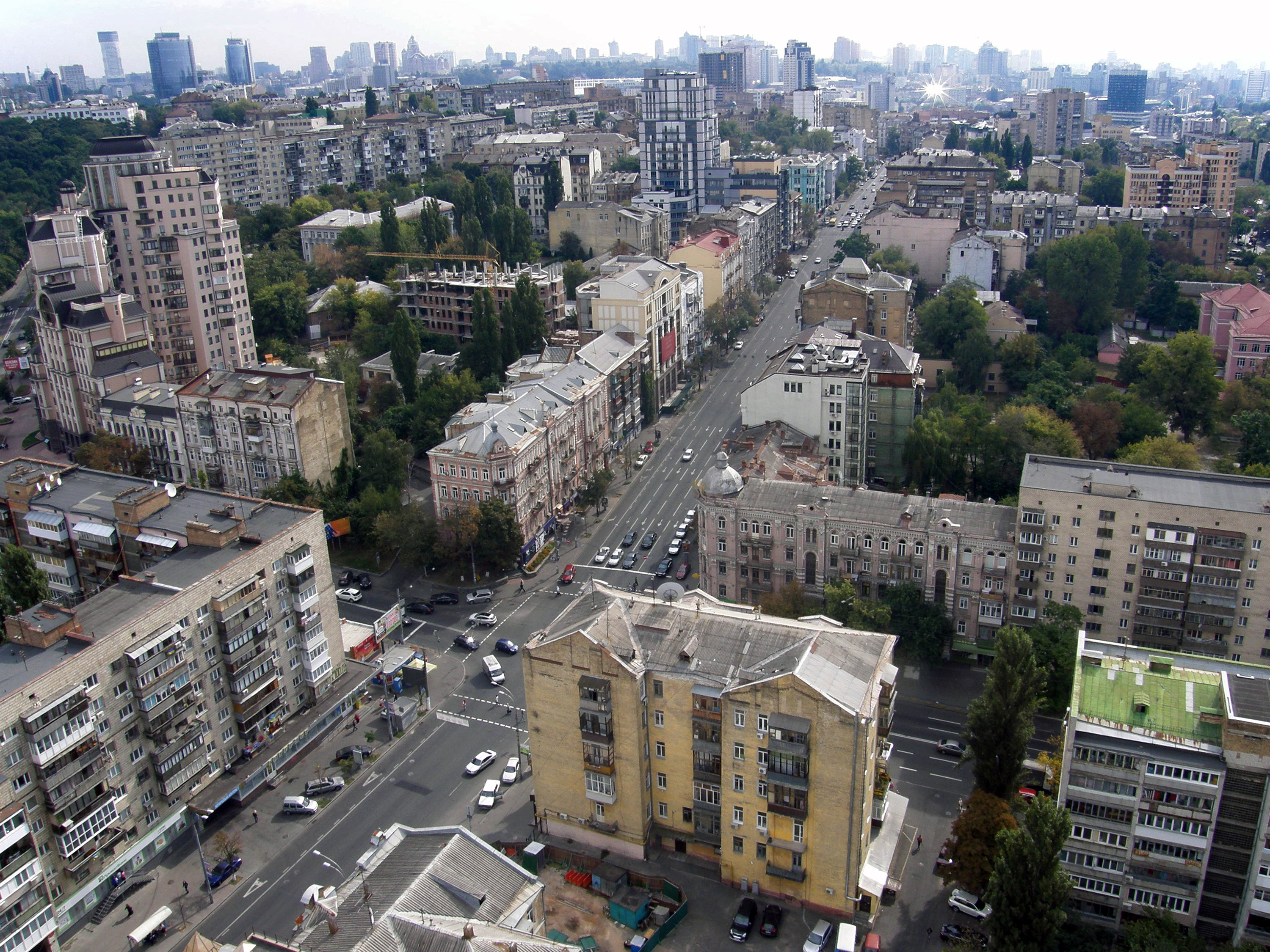
Пересечение с улицей гетмана Павла Скоропадского

Современная улица Саксаганского даёт представление о городской застройке конца XIX — начала XX века.

## Учреждения
- № 6: здание кино.
- № 52: Почётное консульство республики Эквадор.
- № 75: Государственный институт медицины труда.
- № 93: здание-музей Старицкого.
- № 95: здание-музей Лысенко.
- № 97: здание-музей Леси Украинки.
- № 139: завод «Киевмедпрепарат».

## Здания, составляющие историческую ценность, памятники архитектуры
- № 12 (1910-е г.);
- № 15 (1898 - 15а и 1898 -15б) - Усадьба Голубовского;
- № 43 (1898);
- № 58 (1914 р., доходный дом певца Оскара Исааковича Камионского, архитектор Иосиф Зекцер);
- № 72 (1906—1914 гг., доходный дом врача Оскара Назаровича Камионского, архитектор Иосиф Зекцер)
- № 75 (бывшее Мариинское общество, 1913, архитектор Валериан Рыков);
- № 93 (1892);
- № 95;
- № 97;
- № 108 (1898; бывшее здание ЮРОТАТ (Южнорусское общество торговли аптечными товарами), архитектор Александр Хойнацкий);

Также историческую и архитектурную ценность имеют дома № 2/34, 3, 4, 5, 9, 10, 13, 15, 20, 22, 23, 24, 24/25, 26/26, 27, 28, 30, 31, 32, 33/35, 34, 36, 37, 38, 40, 41, 42, 44, 44е, 46, 48, 51, 52, 57, 59, 60, 61, 64 (бывшее здание причёта Благовещенской церкви), 66, 67, 68, 69, 72, 74, 76, 77, 78, 79, 81, 83, 84, 86, 89, 91, 92, 96, 99, 100, 101, 102, 103, 104, 106, 107, 109, 110, 111, 112, 113, 117, 123, 125, 127, 129, 131, 133, 135, 139, 143, 145, 147/5.

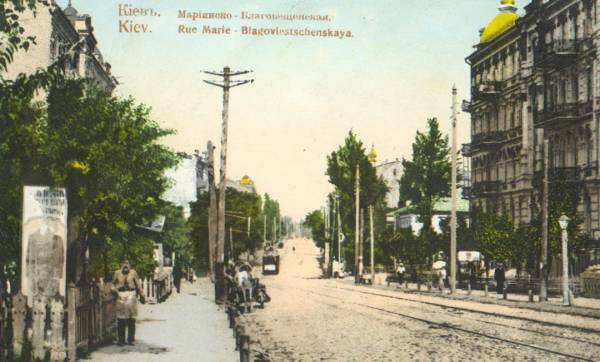
Общий вид Мариинско-Благовещенской улицы ок. 1900 г.
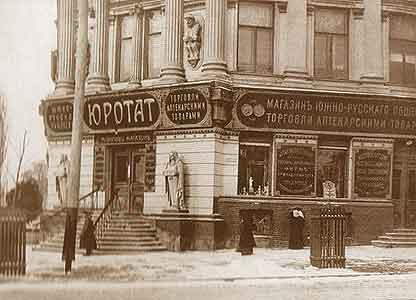
Здание ЮРОТАТ (дом 108)
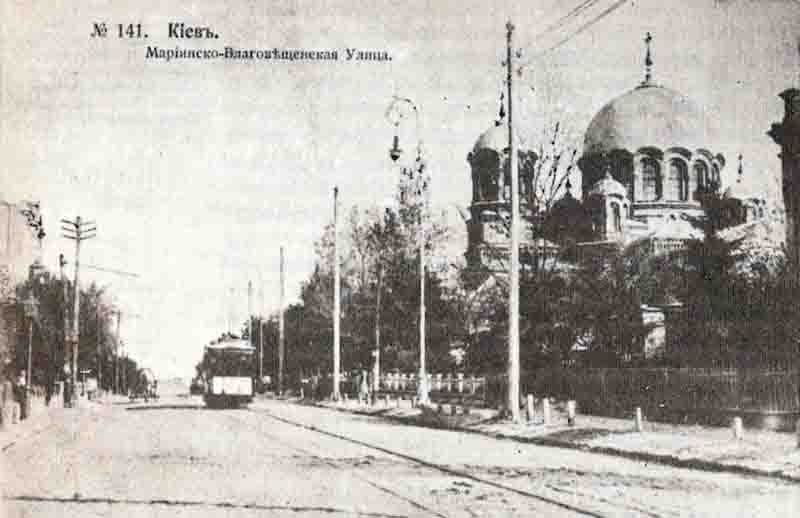
Благовещенский собор
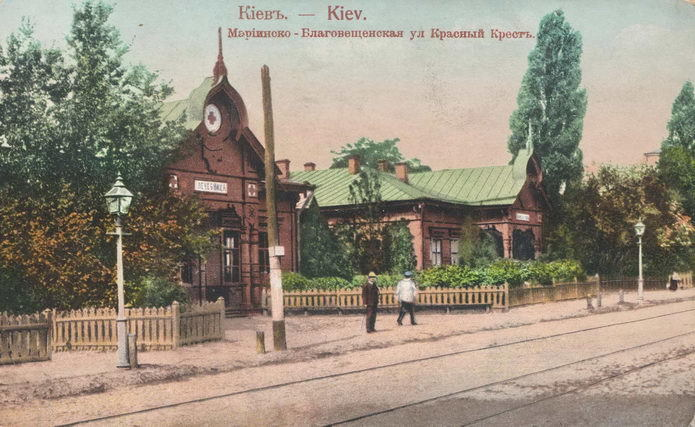
Мариинская община Красного Креста
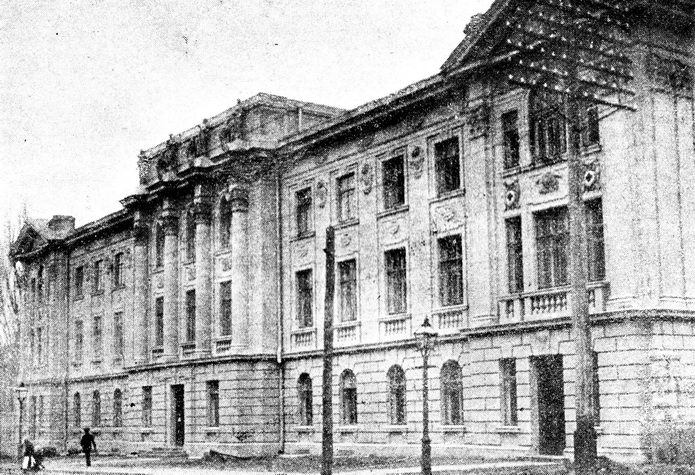
Здание Мариинского общества, 1913